# Orion (músico)
Jimmy Ellis, nacido Jimmy Hughes Bell, conocido por su nombre artístico de Orion (n. 26 de febrero de 1945 en Pascagoula, Misisipi - m. 12 de diciembre de 1998 en Orrville, Alabama), fue un músico estadounidense de rockabilly.

## Biografía

### Inicios
No se conocen mayores detalles sobre la vida privada de este artista. Se sabe que Ellis nació el 26 de febrero de 1945 en Pascagoula, Misisipi, en una casa para padres solteros. Su certificado de nacimiento indica que la madre era Gladys Bell y el padre era Vernon (sin apellido registrado).  Cuando tenía dos años, Gladys lo dejó en Montgomery Children's Home, donde lo pusieron en adopción y de esa manera adquirió el apellido Ellis.
Su aparición más destacada en la música se dio tardíamente, a finales de la década de los 70. La voz de Ellis era similar a la de Elvis Presley, un hecho que él y su compañía discográfica interpretaron, haciendo creer que algunas de sus grabaciones eran efectivamente de él, o incluso que Presley no había muerto en 1977.
Ellis actuó generalmente disfrazado con llamativos antifaces, con muchos artistas del género country, incluyendo a Loretta Lynn, Jerry Lee Lewis, Tammy Wynette, Ricky Skaggs, Lee Greenwood, Gary Morris, los Oak Ridge Boys.

### Orion: El hombre que sería rey
Según una leyenda sobre la muerte de Elvis Presley, dos horas después de que sucedió, un hombre llamado John Burrows sacó un billete de avión: ese hombre era muy parecido a Elvis.( Elvis utilizó a John Burrows como a su doble varias veces durante su vida).
Años después, Burrows, con el nombre artístico de Orion, comenzó a cantar, y sus actuaciones eran muy parecidas a las de Elvis, pero Orion siempre actuaba con un antifaz que le cubría parte de la cara. En este punto fue donde ingresó Jimmy Ellis con un personaje muy similar, en 1977.
Entonces se empezó a sospechar que este hombre de verdad era Presley, pero eso nunca se podrá comprobar para muchos de sus seguidores, ya que Ellis murió en 1998.
Algunos datos que contribuyen a esta leyenda es que el segundo nombre de Elvis Presley está mal escrito en su tumba: Aron en vez de Aaron y también otro dato es que el hecho de que la familia de Elvis no haya cobrado el millonario seguro de vida porque en Estados Unidos no es delito fingir tu propia muerte, pero sí fingirla y cobrar el seguro de vida.
Elvis deseaba ser enterrado junto a su madre en el Jardín de la Meditación, en su mansión (Graceland), pero no se hizo así.
También, otro dato que contribuye a la veracidad de esta leyenda es que un paparazzo que entró en la casa de Orion coleccionaba objetos relacionados con Elvis, como guitarras, micrófonos, muñecos, etc.
La madre de Elvis Presley no está enterrada en el Jardín de la Meditación en Graceland, está enterrada en Forest Hill Cemetery.
Elvis fue enterrado junto a su padre y su abuela cuando lo trasladaron a su mansión Graceland.

### Declive
Ellis disfrutó de varios años de popularidad entre finales de los 70s e inicios de los 80s, época en la cual  trabajó con muchos de los mejores intérpretes en Nashville, como Jerry Lee Lewis y Loretta Lynn. Su club de fanes una vez fue contado por miles en el apogeo de su carrera. De igual forma, grabó varios discos con buena parte de las canciones compuestas por su propia autoría, aunque con un éxito discreto en los listados de música country del país.
Sin embargo, a mediados de la década de 1980, la novedad de su acto se disipó. Por ese motivo, se quitó la máscara en un intento por ser tomado más en serio para lograr ser famoso por sí mismo y no por ser un simple imitador de Elvis. No obstante, resultaba casi imposible para sus seguidores desligarlo de su papel natural, debido a su gran parecido físico  y a su voz.
Finalmente, en los años 90 decidió volver con su personaje de Orion y realizó algunas giras menores por los Estados Unidos con cada vez menos popularidad.

### Muerte
El 12 de diciembre de 1998, Ellis fue asesinado de varios  disparos de escopeta junto con su exesposa Elaine Thompson, durante un violento robo en su casa de empeños en Orrville, Alabama realizado por Jeffrey Lee. Ellis tenía 53 años. 
Posteriormente, Lee fue declarado culpable de asesinato y sentenciado a muerte. Su apelación contra la sentencia fue rechazada el 9 de octubre de 2009 y por lo tanto, fue ejecutado de conformidad a las leyes del estado de Alabama.
Fue sepultado en el New Live Oak Cemetery en Selma, condado de Dallas, Alabama.

### Homenajes
En 2015, la cineasta británica Jeanie Finlay lanzó un documental después de presentarlo en Sheffield Doc / Fest's 2013 MeetMarket sobre la vida y carrera de Ellis titulado Orion: The Man Would Be King. La película pasó a ganar el 'The Discovery Award' en los British Independent Film Awards de 2015. La película fue lanzada en Estados Unidos por Sundance Selects el 4 de diciembre de 2015.

## Discografía

### Álbumes de estudio
| Año                           | Título                                  | Etiqueta | Canciones | Acreditado como     |
| ----------------------------- | --------------------------------------- | --- | --- | ------------------- |
| 1978                          |                                         | | |                     |
| Reborn                        | Chairty                                 | Honey / Lover Please / Got You on My Mind / Mona Lisa / Before the Next Teardrop Fall / Ebony Eyes / Washing Machine / Baby, I Still Love You / You Can Have Her / Lonesome Angel | Orion |                     |
| By Request, Ellis Sings Elvis | Boblo                                   | Moody Blue / Return to Sender / Hurt / Kentucky Rain / Can't Help Falling in Love / It's Now or Never / Burning Love / You Don't Have To Say You Love Me / My Way / Love Me Tender / Mean Woman Blues / Teddy Bear | Jimmy Ellis |                     |
| 1979                          |                                         | | |                     |
| Reborn                        | Sun                                     | Re-release of the 1978 album | Orion |                     |
| Sunrise                       | Sun                                     | Secret Love / You Can't Judge a Book / San Francisco is a Lonely Town / Then I'll Be Over You / I Heard You Talking With Your Eyes / Stranger in My Place / I Hear you Knocking / Turn Around, Look at Me / Baby You Got It / It Ain't No Mystery | Orion |                     |
| 1980                          |                                         | | |                     |
| Country                       | Sun                                     | Texas Tea / Faded Love / What Did I Promise Her Last Night / Green Green Grass of Home / Crazy Arms / Send Me the Pillow You Dream On / Help Me Make It Through the Night / Release Me / Please Help Me I'm Falling / The Long Black Veil / Am I That Easy To Forget | Orion |                     |
| Rockabilly                    | Sun                                     | Rockabilly Rebel / See You Later Alligator / Suzie Q / I'm Gonna Be a Wheel Someday / Rockin' Little Angel / Crazy Little Thing Called Love / Long Tall Sally / Memphis Sun / Peggy Sue / Matchbox | Orion |                     |
| Glory                         | Sun                                     | Where He Leads Me / Sweet Hour of Prayer / I Surrender All / Peace In the Valley / It Is No Secret / I Believe / He Touched Me / Softly and Tenderly / Where No One Stands Alone / Just a Closer Walk With Thee | Orion |                     |
| 1981                          |                                         | | |                     |
| Fresh                         | Sun                                     | There's No Easy Way / Baby Please Say Yes / Born / If I Can't Have You / Ain't No Good / Some You Win, Some You Lose / Look Me Up (And Lay It On Me) / Old Mexico / Rainbow Maker / Anybody Out There | Orion |                     |
| Feelings                      | Sun                                     | Feelings / No One Will Ever Know / I Love You Because / What Now My Love / Somewhere My Love / I Can't Stop Loving You / He'll Have To Go / Snowbird | Orion |                     |
| 20 All Time Favorites         | Suffolk Marketing                       | Snowbird (1981) / Save the Last Dance For Me (1978) / Honey (1978) / Please Help Me I'm Falling (1979) / Feelings (1981) / Help Me Make It Through the Night (1980) / Am I That Easy to Forget (1980) / Mona Lisa (1978) / Before the Next Teardrop Falls (1979) / I Love You Because (1981) / Faded Love (1980) / Crazy Arms (1980) / Release Me (1980) / Green Green Grass of Home (1981) / Secret Love (1979) / He'll Have To Go (1981) / What Now My Love (1981) / No One Will Ever Know (1981) / I Can't Stop Loving You (1981) / Somewhere My Love (1981) | Jimmy Ellis |                     |
| 1986                          |                                         | | |                     |
| New Beginnings                |                                         | I Need You In My Life / Lay Around and Love On You / Sunday Father / America / Never Too Old to Rock and Roll Sweet Mississippi Memories / Back On the Street / Old Time Rock (re-recording) / I Can't Get Used to Sleepin' By Myself / The Way My Dog Loves Me / Her Memory Just Won't Let Us Lay Down / Down in Mississippi | Jimmy Ellis |                     |
| 1992                          |                                         | | |                     |
| Genuine                       | Stargem                                 | Only a Woman Like You / Love It Back Together / Lookin' For a Way / She Wakes Me With a Kiss Every Morning / We Can't Go On Living Like This / Plastic Saddle / I Want You, I Need You, I Love You / Hooked On a Feeling / Separate Ways / If That Isn't Love | Jimmy Ellis |                     |
| The Legend Continues          | Stargem                                 | Feel Right / Since I Met You Baby / Slow Hand / Nothing Short of Dying / Love Is In the Air / That's the Thing About Love / At This Moment / It Only Hurts When I Cry / Tips of My Fingers / Treat Me Nice | Jimmy Ellis |                     |
| Because He Lives              | Stargem                                 | Just a Closer Walk With Thee / Amazing Grace / Where Could I Go But to the Lord / You'll Never Walk Alone / I'll Fly Away / Lead Me, Guide Me / Peace In the Valley / Stand By Me / Because He Lives / Precious Memories | Jimmy Ellis |                     |
| Special Moments               | Stargem                                 | Restless / Lay Around and Love On You / I Need You In My Life / Out of the Blue / Memories Won't Let Us Lay Down / Dream On Me / Can't Get Used to Sleeping By Myself / Sunday Father / Old Pipeliner / Old Time Rock | Jimmy Ellis |                     |
| 1996                          |                                         | | |                     |
| Steady as She Goes            | Kardina                                 | Steady as She Goes / He Has His Hand on Your Heart / Love is the Only Way Out / Between Hello and Goodbye / Rock Your Baby / I Know Where You Are Coming From / My Boogie Wants to Boogie With You / The Power of Your Love / If You Ever Want a Fool Round / Starting Over | Ellis James / (reissued as Orion) |                     |
| 1997                          |                                         | | |                     |
| Holiday Tribute To the King   | Kardina                                 | Here Comes Santa Claus / I'll Be Home for Christmas / O' Little Town of Bethlehem / Blue Christmas / Santa Bring My Back Back To Me / Holly Leaves and Christmas Trees / Silent Night / Santa Claus is Back In Town / Jingle Bells (re-recording) / It Won't Seem Like Christmas Without You | Jimmy Ellis |                     |
| A Christmas Filled With Love  | Kardina                                 | Christmas Memory / A Christmas Filled With Love / The Funny Little Man All Dressed in Red / An Old Fashioned Christmas / Christmas Spirit / Christmas Eve / The Fireplace / You're All I Want for Christmas | Jimmy Ellis |                     |
| 2000*                         | Ellis Sings Elvis - The Last Recordings | Kardina | Stuck On You / Don't Be Cruel / Crying In the Chapel / All Shook Up / Are You Lonesome Tonight / Teddy Bear (re-recording) / If I Can Dream / I Want You, I Need You, I Love You (re-recording) / That's Al Right (re-recording) / Follow That Dream | Jimmy Ellis / Orion |

* Lanzado después de la muerte de Jimmy Ellis en 1998

### Sencillos en listas
| Año  | Canción                          | Máxima posición en listas |
| Año  | Canción                          | US Country                |
| ---- | -------------------------------- | ------------------------- |
| 1979 | "Ebony Eyes"/"Honey"             | 89                        |
| 1980 | "A Stranger in My Place"         | 69                        |
| 1980 | "Texas Tea"                      | 68                        |
| 1980 | "Am I That Easy to Forget"       | 65                        |
| 1981 | "Rockabilly Rebel"               | 63                        |
| 1981 | "Crazy Little Thing Called Love" | 79                        |
| 1981 | "Born"                           | 76                        |
| 1981 | "Some You Win, Some You Lose"    | 83                        |
| 1982 | "Morning, Noon and Night"        | 69                        |
| 1982 | "Honky Tonk Heaven"              | 70                        |